# 4973 Showa
4973 Showa este un asteroid din centura principală, descoperit pe 18 martie 1990 de Kin Endate și Kazuo Watanabe.